# Hilton Diagonal Mar
El Hilton Diagonal Mar Barcelona és un gratacel situat a la confluència dels passeig de García Faria i del Taulat, a polígon de Diagonal Mar de Barcelona. Pertany a la cadena nord-americana Hilton.

## Història i descripció
Projectat per l'arquitectes Òscar Tusquets i Carles Díaz, va ser promogut per la filial immobiliària d'Iberdrola sota la direcció d'Eduard Permanyer, i fou acabat l'any 2005. El març del 2017 fou posat en venda, amb un preu estimat de sortida superior als 150 milions d'euros.
Té una alçada de 85 m repartits en 25 pisos i 430 habitacions.